# 가방

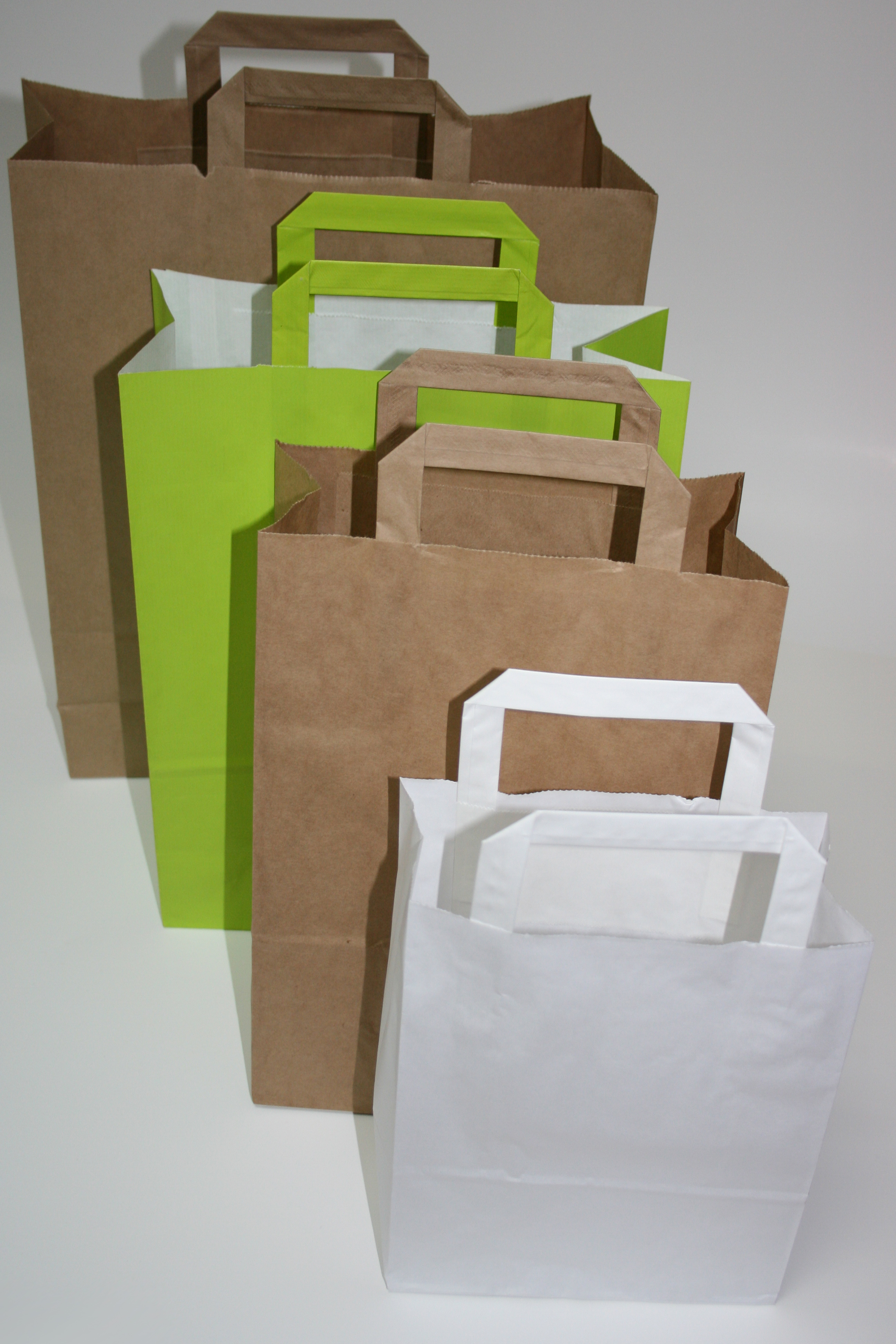
손잡이가 달린 종이 가방

가방은 일반적으로 천, 피혁, 대나무, 종이, 또는 플라스틱으로 만들어진 흐느적거리는 그릇 형태의 흔한 도구이다. 주로 어떤 물건을 포장하여 옮기기 좋게 하거나, 또는 잡다한 여러 물건들을 한 곳에 모아 운반하도록 쓰이는 쌈짐을 뜻하는, 네덜란드어 kabas에서 왔다고 알려진 일본어 カバン에서 온 외래어다. 가방의 사용은 역사 시대 이전부터 있었으며, 가장 초기의 가방은 동물의 가죽, 면섬유, 또는 엮은 식물 섬유 조각을 가장자리를 접어 같은 재료의 끈으로 고정시킨 형태였다. 가방은 개인 소지품, 식료품, 도구 및 기타 물건을 운반하는 데 사용될 수 있다. 다양한 모양과 크기로 제공되며, 운반을 쉽게 하기 위해 손잡이나 끈이 장착되어 있는 경우가 많다.
가방은 사람들이 베리나 식량 곡물과 같은 흩어진 재료를 쉽게 모으고 운반할 수 있게 해주면서, 동시에 손에 더 많은 물건을 들고 다닐 수 있게 해주었기 때문에 인류 문명 발전에 필수적이었다.
이 영어 단어는 아마도 고대 노르드어 단어 'baggi'에서 유래했을 것으로 보이며, 재구성된 원시 인도유럽어 'bʰak'에서 왔지만, 웨일스어 'baich'(짐, 꾸러미) 및 그리스어 'Τσιαντουλίτσα'(Chandulícha, 짐)와도 비교될 수 있다.
저렴한 일회용 종이 가방과 비닐봉투는 매우 흔하며, 소매업에서 쇼핑객의 편의를 위해 크기와 강도가 다양하며, 종종 상점에서 무료 또는 소액의 비용으로 제공된다. 고객은 상점에서 사용할 자신만의 쇼핑 가방을 가져올 수도 있다.

## 역사

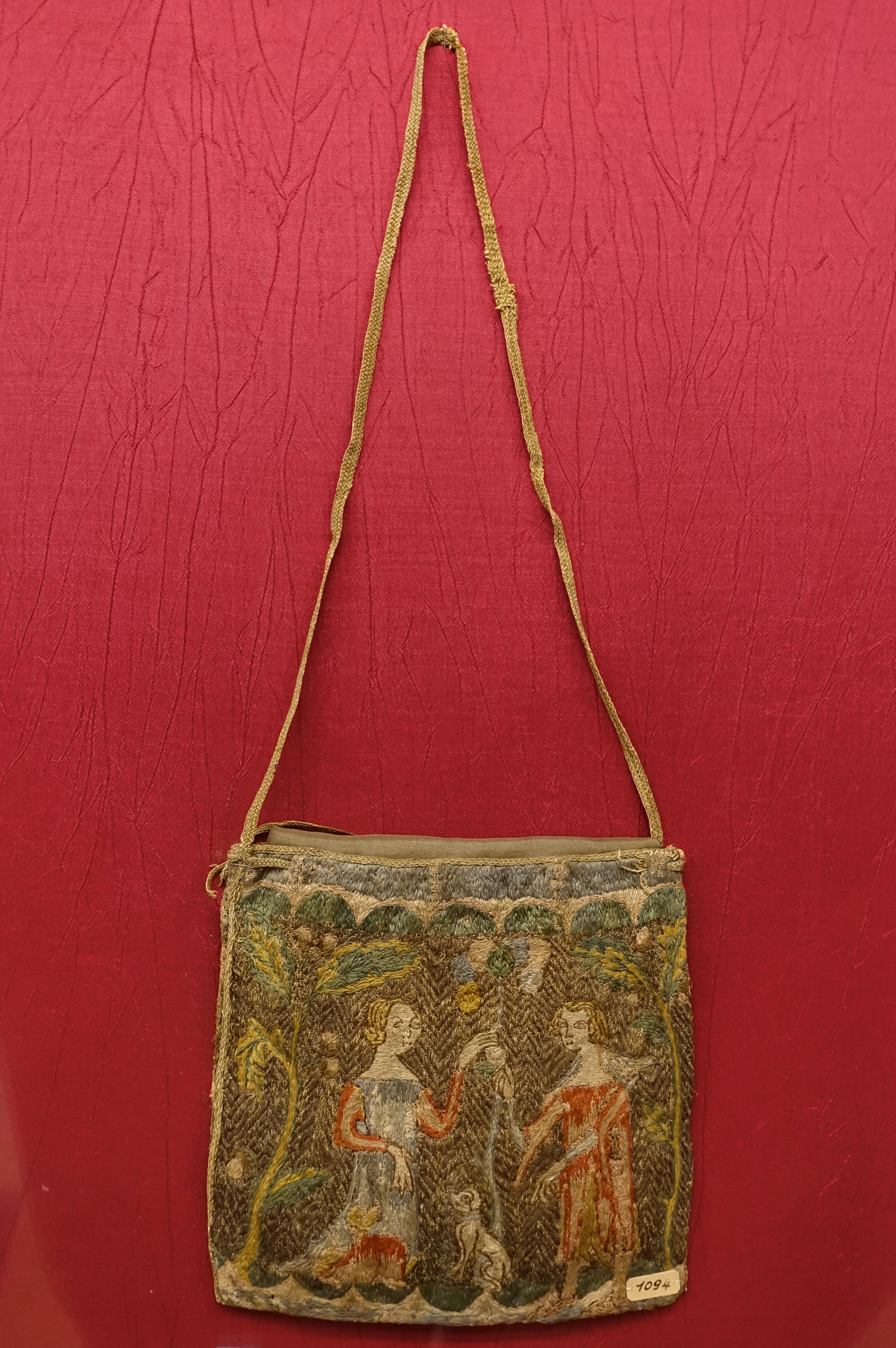
프랑스, 14세기 중반 AD의 자수 지갑

가방은 수천 년 전부터 존재했으며, 모든 연령대의 남성, 여성, 어린이에 의해 사용되었다. 가방은 고대 이집트 시대부터 널리 사용되었다. 많은 이집트 상형문자에는 허리에 가방을 묶고 있는 남성이 묘사되어 있다. 기원전 2000년경 청동기 시대의 화장품 막대가 들어있던 가방은 중국의 샤오허 묘지에서 발굴되었다. 성경에는 1세기 유다 이스카리옷이 개인 물품을 보관하기 위해 주머니를 들고 다녔다는 내용이 특히 언급되어 있다. 14세기에는 소매치기와 도둑을 경계하여 많은 사람들이 돈을 보관하기 위해 조임끈이 달린 주머니를 사용했다. 이 주머니들은 허리에 긴 끈으로 묶여 허리띠에 부착되었다.
호주의 딜리백은 일반적으로 식물 섬유로 엮은 전통적인 오스트레일리아 원주민 가방이다. 딜리백은 주로 여성이 음식을 모으고 운반하기 위해 고안하고 사용되었으며, 호주 북부 지역에서 가장 흔하게 발견된다.
종이는 기원전 2세기부터 고대 중국에서 포장 및 완충재로 사용되었지만, 중국에서 종이 가방이 처음 사용된 것은 (차의 맛을 보존하기 위해) 후기 당나라 (618-907 AD) 시대였다.
중세 유럽에서는 여성들도 사회적 지위를 나타내기 위해 더 화려한 조임끈 가방을 착용했는데, 일반적으로 하몬데이 또는 타스크라고 불렸다. 14세기의 핸드백은 신랑이 신부에게 주는 결혼 선물로 발전했다. 이 중세 주머니는 종종 사랑 이야기나 노래를 묘사한 자수로 장식되었다. 결국, 이 주머니들은 사냥이나 매를 위한 먹이를 담는 데 사용되는 샤네리라고 알려진 것으로 발전했다. 르네상스 시대에는 엘리자베스 시대 영국의 패션이 그 어느 때보다 화려했다. 여성들은 많은 페티코트 아래에 주머니를 착용했고, 남성들은 바지 안에 가죽 주머니나 백을 착용했다. 귀족들은 나쁜 위생을 보완하기 위해 향기로운 물질로 채워진 스위트 백을 들고 다니기 시작했다.

## 현대

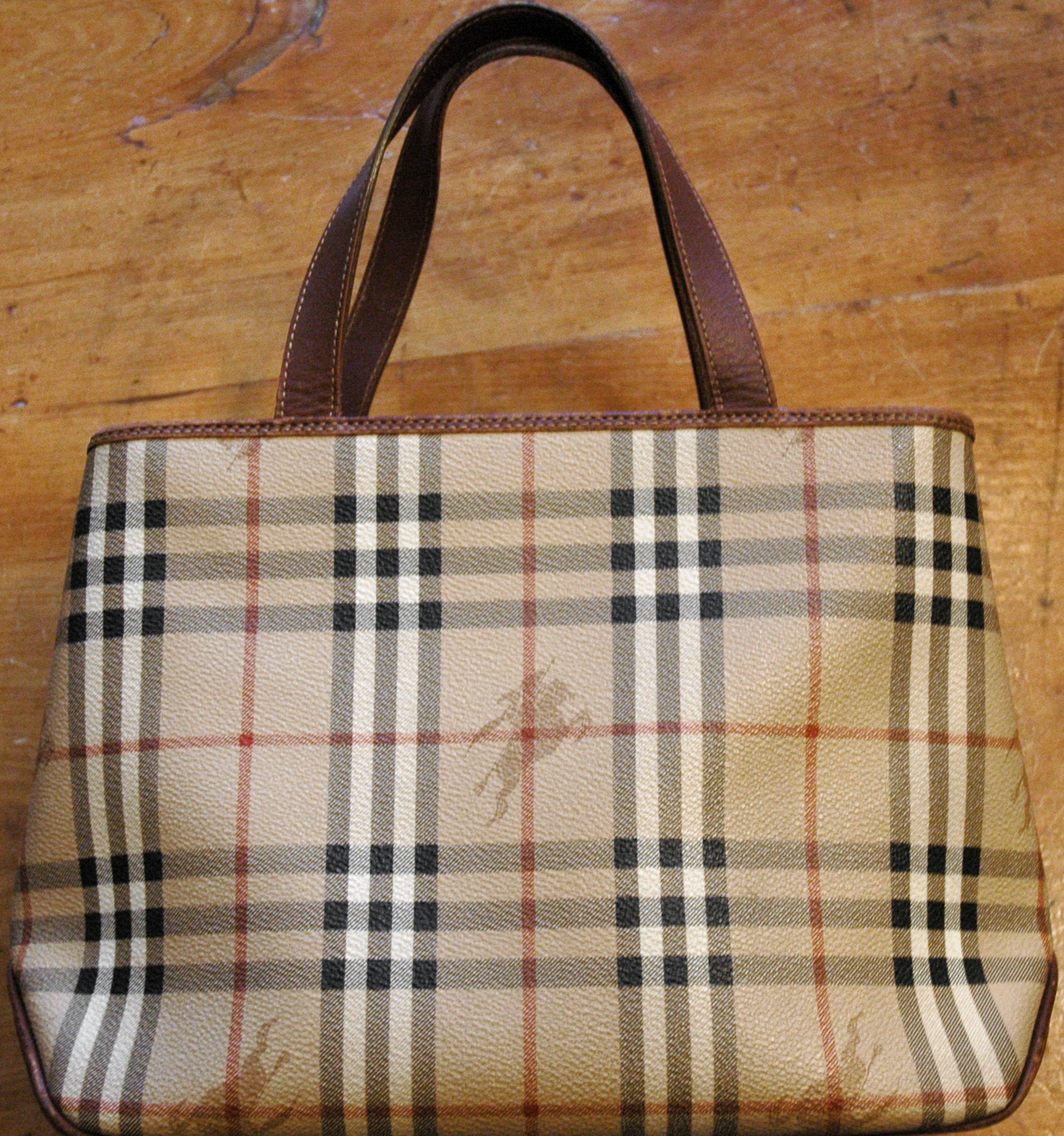
토트백

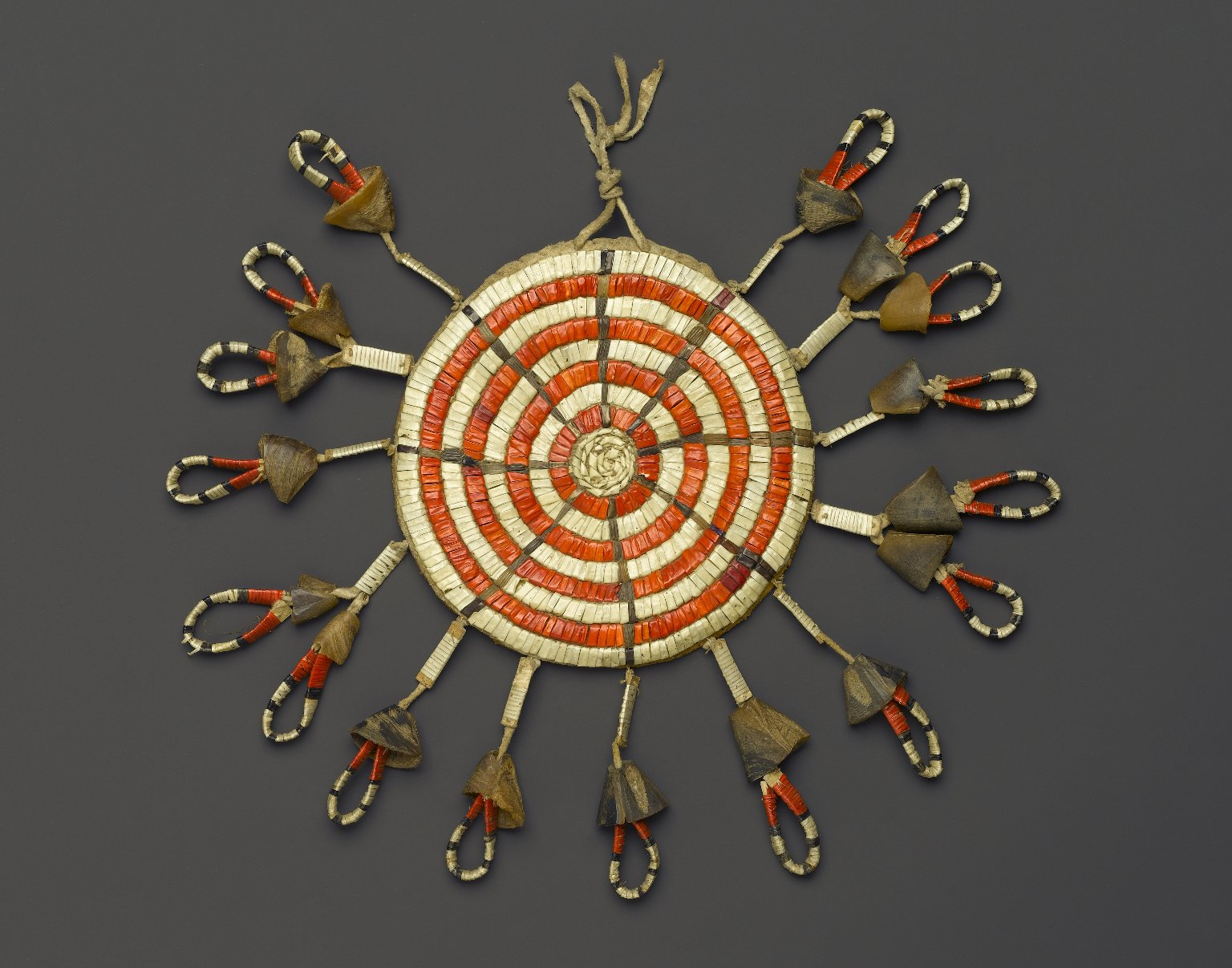
19세기 후반 또는 20세기 초반, 아라파호족 (아메리카 원주민)의 주머니, 브루클린 미술관

현대 세계에서 가방은 어디에나 존재하며, 많은 사람들이 일상적으로 천이나 피혁으로 만든 서류가방, 손가방, 배낭 등 다양한 종류를 가지고 다니고, 종이나 플라스틱과 같은 더 일회용 재료로 만든 가방은 쇼핑이나 식료품 운반에 사용된다. 오늘날 가방은 패션 아이템으로도 사용된다. 가방은 지퍼, 똑딱단추 등으로 닫을 수 있거나 단순히 접어서 (예: 종이 가방의 경우) 닫을 수 있다. 때때로 돈 가방이나 여행 가방에는 자물쇠가 달려 있다. 가방은 아마도 융통성 없는 변형인 바구니보다 앞섰을 것이며, 일반적으로 접거나 다른 방법으로 더 작은 크기로 압축할 수 있는 추가적인 장점이 있다. 반면에 바구니는 더 단단한 재료로 만들어져 내용물을 더 잘 보호할 수 있다.
빈 가방은 매우 가볍고 작은 크기로 접힐 수도 있고 그렇지 않을 수도 있다. 만약 그렇다면, 상점과 같이 필요한 곳으로 운반하고 빈 가방을 보관하는 데 편리하다. 가방은 지갑과 같은 작은 것부터 슈트케이스와 같은 여행용 큰 것까지 다양하다. 옷의 주머니도 옷에 내장된 일종의 가방으로, 적절하게 작은 물건을 운반하는 데 사용된다.

## 환경적 측면
일회용 비닐봉투의 사용과 처분에 대한 환경 문제가 있다. 아일랜드와 네덜란드와 같은 일부 유럽 연합 국가에서는 그 사용을 통제하고 줄이기 위한 노력이 이루어지고 있다. 일부 경우, 이러한 저렴한 가방에는 세금이 부과되어 고객이 이전에 지불하지 않았을 수도 있는 수수료를 지불해야 한다. 때때로 튼튼한 재사용 가능한 플라스틱 및 천 가방이 판매되며, 일반적으로 0.50유로에서 1유로의 비용이 들고, 이는 일회용 가방을 완전히 대체할 수 있다. 때때로 가방이 닳았을 때 무료 교체가 제공된다. 영국은 2015년부터 대형 상점에서 비닐 쇼핑백에 대해 5펜스를 부과했다. 이러한 추세는 미국의 일부 도시로 확산되었다. 최근 많은 국가에서 비닐봉투 사용을 금지했다. 종이 가방은 비닐봉투의 훌륭한 대체품으로 부상하고 있지만, 종이 가방은 더 비싼 경향이 있다.
가방은 일회용일 수도 있고 아닐 수도 있다. 그러나 일회용 가방조차도 경제적, 환경적 이유로 여러 번 사용될 수 있다. 반면에 가방을 한 번만 사용해야 하는 물류적 또는 위생적 이유가 있을 수 있다. 예를 들어, 쓰레기봉투는 종종 내용물과 함께 버려진다. 일회용 제품을 포장하는 가방은 종종 비었을 때 버려진다. 마찬가지로, 수술적으로 전환된 생체 시스템에서 폐기물을 수집하는 데 사용되는 결장루백과 같은 의료 절차에서 용기로 사용되는 가방은 일반적으로 의료 폐기물로 처리된다. 프레첼, 쿠키, 감자칩과 같은 많은 스낵 식품은 일회용 밀봉된 가방으로 제공된다.

## 종류

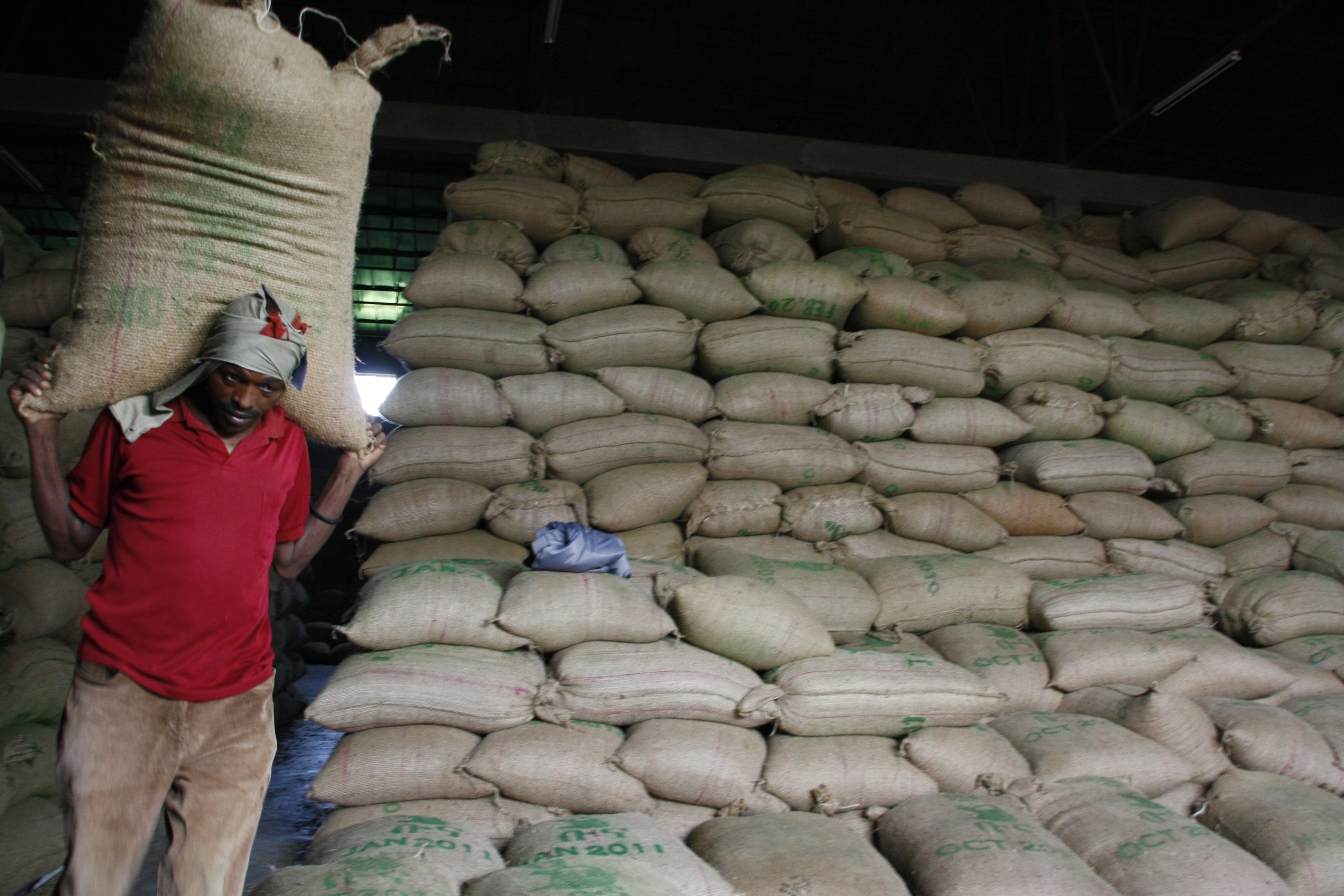
커피 마대 (마 자루)

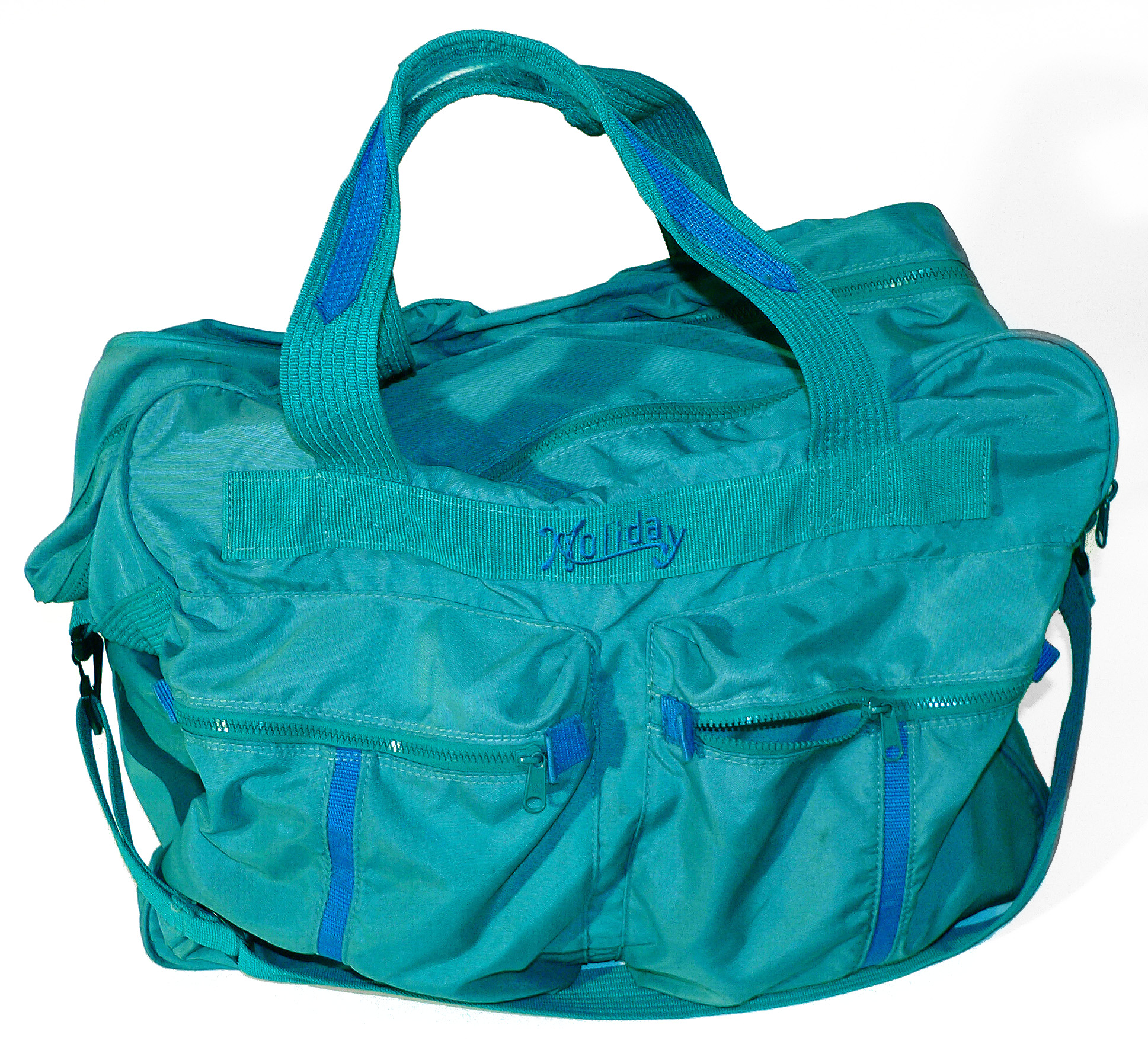
개인 소지품을 운반하기 위한 현대적인 가방

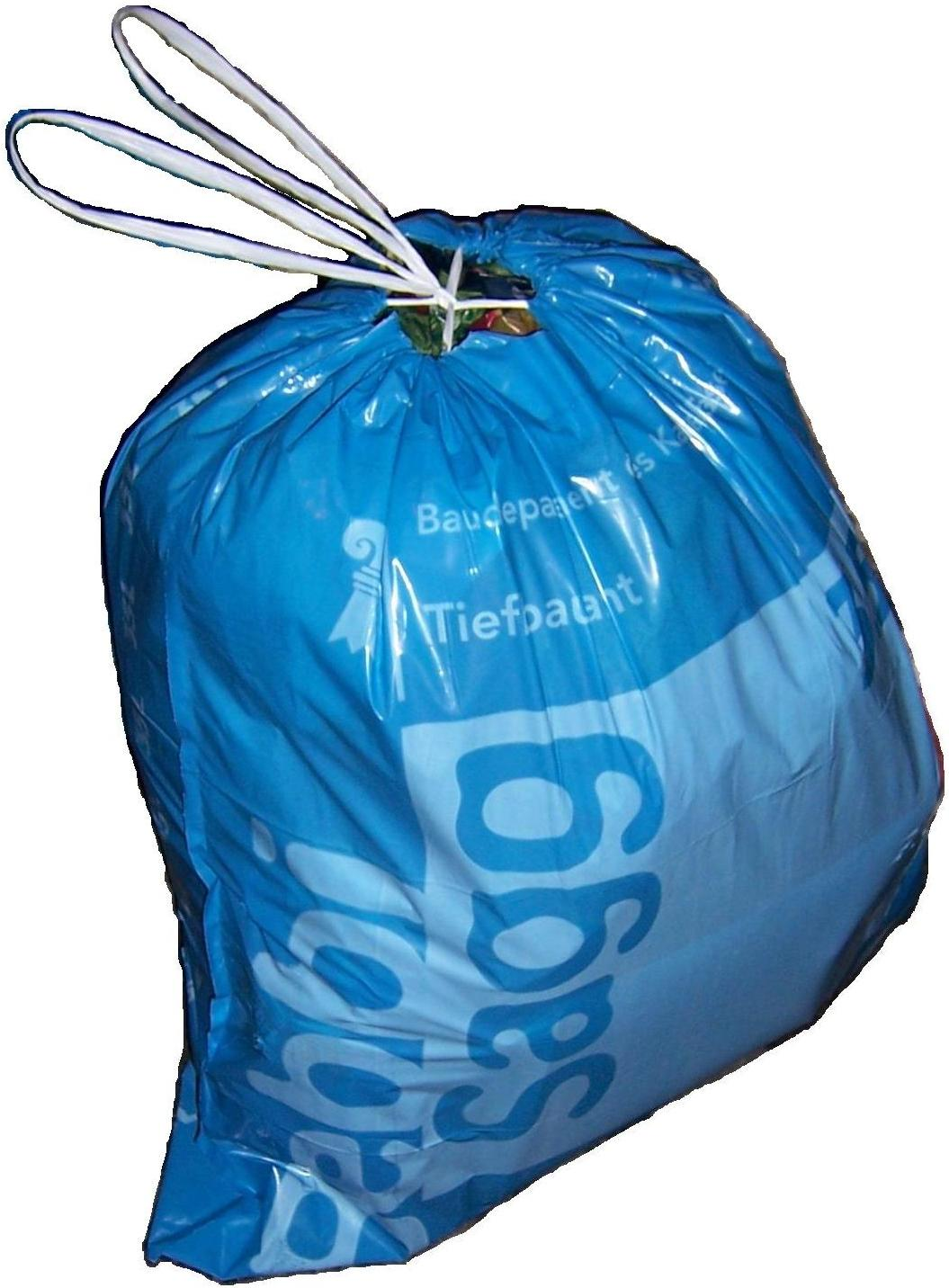
스위스 바젤의 공식 폐기물 처리 봉투

- 정전기 방지백 (전자 부품 운송에 사용)
- 배낭
- 백인박스
- 바게트 (가방)
- 쓰레기봉투, 쓰레기봉투, 또는 쓰레기 봉지
  - 파란 봉투
- 생분해성 봉투
- 비박색
- 시신 봉투
- 북백
- 부스터백
- 보타백
- 벌크 백, 플렉시블 중간 벌크 컨테이너의 또 다른 이름
- 번 백
- 카메라 백
- 카펫 백
- 쿨러 백
- 기저귀 가방
- 외교 행낭
- 도슈 백
- 더플 백
- 던니지 백
- 밀가루 자루
- 가지 백
- 의류 가방
- 글래드스톤 백
- 마대 (자루)
- 손가방 또는 지갑
- 호보백
- 홀드올
- 이타백
- 리프팅 백
- 우편 가방
- 메신저백
- 밀뱅크 백
- 머니백
- 종이 가방
- 비닐봉투
- 팝콘 가방
- 샌드백
- 책가방
- 보안 가방
- 슬링백, 어깨에 매는 가방
- 쇼핑백
- 스터프색
- 자살 봉지
- 보온 가방
- 토트백
- 여행 가방 또는 슈트케이스
- 터커 백

## 기타
- 에어백 (차량 안전 장치)
- 백파이프
- 백 밸브 마스크
- 빈백
- 백 밸브 마스크
- 보타백
- 불가리안 백
- 동전 지갑
- 커피 백
- 이타백
- 우유팩
- 오븐 백
- 짤주머니
- 샌드백 (신체 훈련 장비)
- 퍼햅스-백 또는 그물망 주머니
- 휴대용 고압 가방
- 라셴 백
- 향주머니
- 침낭
- 소날리 백
- 스파이스 백
- 티백
- 진공백
- 지퍼백

## 같이 보기
- 자루
- 마대 (자루)
- 부대 (동음이의)
- 포대 (동음이의)